# Marjebosjön
Marjebosjön är en sjö i Tranemo kommun i Västergötland och ingår i Ätrans huvudavrinningsområde. Sjön är 4,5 meter djup, har en yta på 1,05 kvadratkilometer och befinner sig 209,1 meter över havet. Sjön avvattnas av vattendraget Musån.

## Delavrinningsområde
Marjebosjön ingår i det delavrinningsområde (637057-136164) som SMHI kallar för Utloppet av Marjebosjön. Medelhöjden är 234 meter över havet och ytan är 15,33 kvadratkilometer. Det finns ett avrinningsområde uppströms, och räknas det in blir den ackumulerade arean 23 kvadratkilometer. Musån som avvattnar avrinningsområdet har biflödesordning 3, vilket innebär att vattnet flödar genom totalt 3 vattendrag innan det når havet efter 140 kilometer. Avrinningsområdet består  mestadels av skog (80 %). Avrinningsområdet har 1,34 kvadratkilometer vattenytor vilket ger det en sjöprocent på 8,7 %.